# Alois Sopr
Alois Sopr (18. března 1913, Manětín – 25. července 1993, Plzeň) byl český sochař a medailer, člen SVU Mánes a Skupiny 58. V roce 1983 byl jmenován národním umělcem. Byl jedním z předních reprezentantů oficiální sochařské tvorby v období normalizace, vytvořil řadu oficiálních pomníkových zakázek a volných prací ve veřejném prostoru. Veřejná reakce na některá jeho díla byla tak silná, že způsobila jejich přesunutí na méně exponovaná místa i před rokem 1989 (např. socha Jana Roháče z Dubé v Praze, Dělnická úvaha v Klatovech).

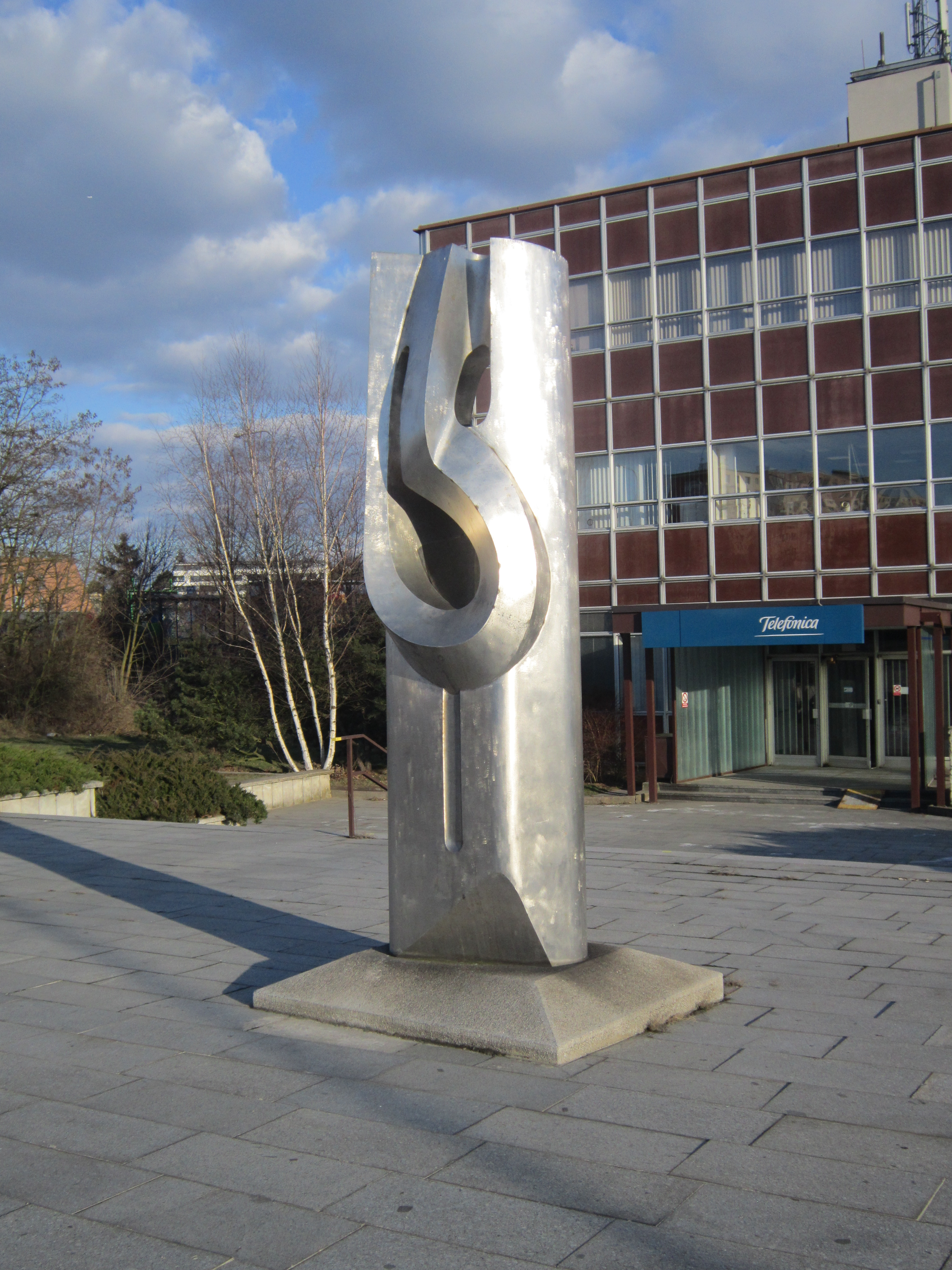
Amfion před bývalou budovou telekomunikací v Plzni

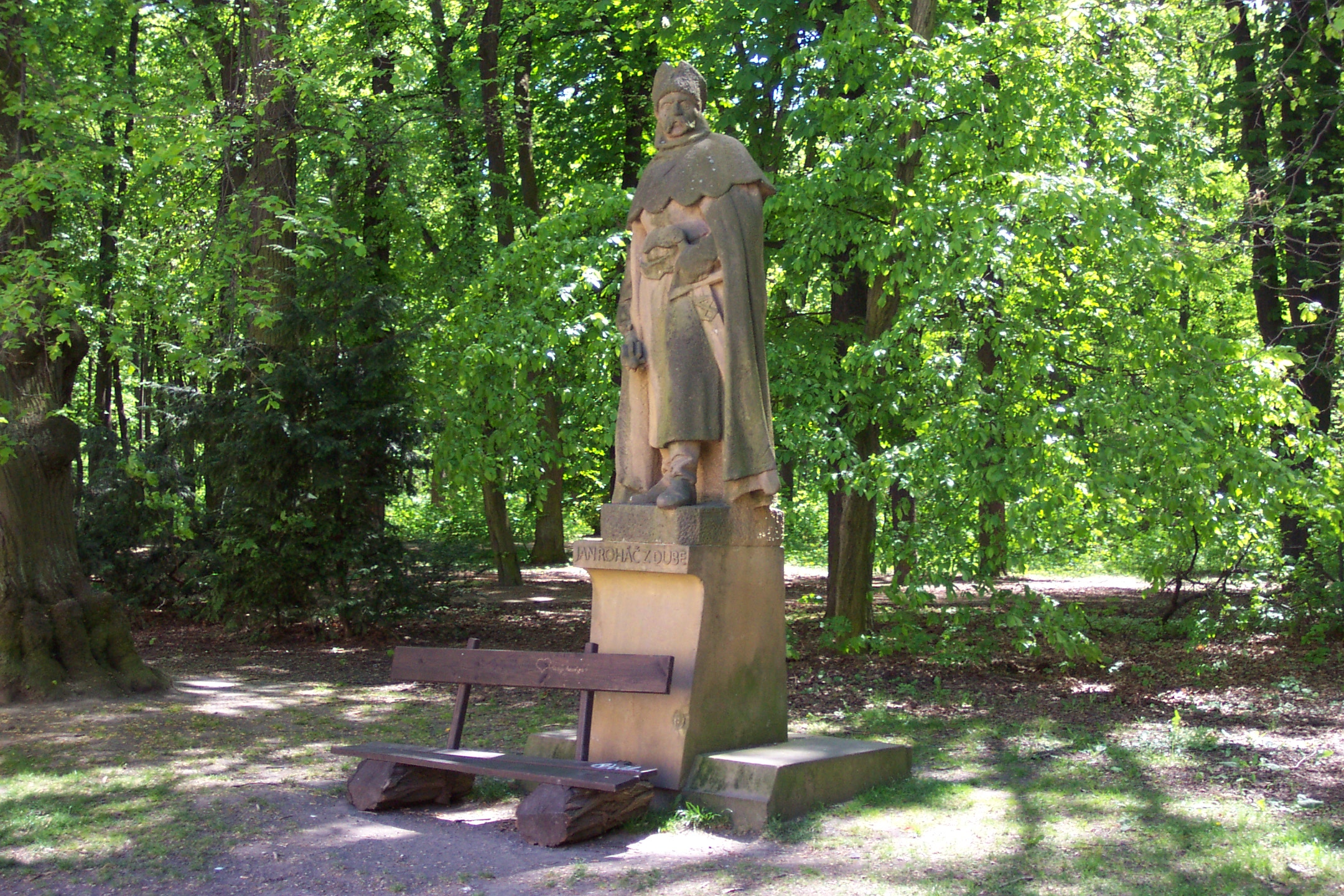
Jan Roháč z Dubé, Praha-Liboc

V roce 1948 podepsal výzvu prokomunistické inteligence Kupředu, zpátky ni krok!, jež byla vydána dne 25. února 1948 na podporu komunistického převratu. Na I. celostátní konferenci konané ve dnech 29.–31. března 1950 byl zvolen za člena Ústředního výboru Svazu československých výtvarných umělců (do roku 1952); v letech 1956– 1960 byl do ÚV SČSVU zvolen podruhé. Stávajícím režimem byl oceňován.

## Ocenění
- 1963 – zasloužilý umělec
- 1981 – vyznamenání Za vynikající práci
- 1983 – národní umělec
- 1985 – Cena Antonína Zápotockého[3]
- 1988 – Řád práce [4]

## Realizace
- pomníky Bedřicha Smetany a Josefa Kajetána Tyla v sadovém okruhu v Plzni
- řada pískovcových plastik na sídlišti Lochotín v Plzni